# أحمد سعيدان
أحمد سليم سعيدان (1914 – 1991)، عالم رياضيات فلسطيني ولد في صفد. يعتبر من كبار علماء الرياضيات في فلسطين.

## حياته
ولد في صفد من مدن فلسطين ودرس الابتدائية في بلده، والثانوية في الكلية العربية بـ القدس وحصل على البكالوريوس من الجامعة الأمريكية في بيروت – تخصص رياضيات، كما حصل على الدكتوراة في تاريخ الرياضيات عند العرب.
قام بالتدريس في فلسطين في الفترة من 1934 إلى 1948 فألف في هذه الفترة العديد من الكتب في الرياضيات لطلاب المدارس الثانوية. عمل بعدها في التعليم لدى الحكومة السودانية بجامعة الخرطوم حتى العام 1389 هـ وضع خلالها كتبا في الرياضيات لطلاب المدارس. في العام 1389 هـ التحق بهيئة التدريس في كلية العلوم بالجامعة الأردنية. وفيها حصل على رتبة الأستاذية، وشغل منصب عميد كلية العلوم لمدة سنتين. في العام 1399 هـ شارك في تأسيس جامعة القدس، وأسس كلية العلوم في «أبوديس» واستمر في التدريس بها إلى أن أبعدته السلطات الصهيونية. منذ ذلك التاريخ عكف على الكتابة والتأليف في تاريخ الرياضيات عند المسلمين، وانتخب عضوا مؤازرا في المجمع العلمي العراقي سنة 1399 هـ، وعضوا في مجمع اللغة العربية بالقاهرة سنة 1408 هـ وعضو شرف في مجمع اللغة العربية الأردني.
أغنى المكتبة بالعديد من المؤلفات العلمية والتراثية كما ترجم العديد من الكتب. فكان له أكثر من ثلاثين كتابا تدريسيا معظمها بالاشتراك مع آخرين، وحوالى خمسين بحثا منشورا، وله عدة كتب في تاريخ الرياضيات عند المسلمين تشمل حوالى ثلاثين مخطوطة. كما ترجم عدة مؤلفات رياضية إلى العربية وكانت له جهود في إنجازات مجمع اللغة العربية الأردني عامة وفي مجال تقريب التعليم العلمي خاصة.

## مؤلفاته
- الفكر الإنسانى في طفولته.
- التفاضل والتكامل والهندسة التحليلية – ترجمة بالاشتراك.
- الجبر المجرد - ترجمة بالاشتراك.
- مبادئ التحليل الرياضى - ترجمة بالاشتراك.
- كتاب أبى الوفاء البوزجانى في الرياضيات – تحقيق.
- رسالة تسطيح الصور وتبطيح الكور للبيرونى – تحقيق.
- مراسم الانتساب في معالم الحساب/ يعيش بن إبراهيم الأموي – تحقيق حلب: جامعة حلب معهد التراث العلمي العربي 1401 هـ.
- مصادر ودراسات في تاريخ العلوم العربية والإسلامية:سلسلة تاريخ العلوم الرياضية 2.
- الفصول في الحساب الهندي لأبو الحسن الإقليدسي – تحقيق ط2 حلب: جامعة حلب، معهد التراث العلمي العربي 1404 هـ - تاريخ علم الحساب العربي.
- مقدمة لتاريخ الفكر العلمي في الإسلام – الكويت : المجلس الوطني للثقافة والآداب والفنون، 1409 هـ - عالم المعرفة 131.[5]
- قاموس مصطلحات الرياضيات الابتدائية : محاولة تاريخية – عمان : مجمع اللغة العربية الأردنى 1408 هـ.
- تاريخ علم الجبر في العالم العربي : دراسة مقارنة مع تحقيق لأهم كتب الجبر العربية الكويت : جامعة الكويت، 1406 هـ السلسلة التراثية.
- رسائل ابن سنان : ثابت بن قرة تحقيق : المجلس الوطني للثقافة والآداب والفنون، 1403 هـ - السلسلة التراثية 6.
- مبادئ المعادلات التفاضلية وتطبيقاتها – ترجمة بالاشتراك.

## وفاته
توفي في العاصمة الأردنية عمان يوم الأربعاء 8 رجب الموافق 23 يناير عام 1991.

## روابط خارجية
- أحمد سعيدان على موقع أرشيف الشارخ.